# Cephalodella gibboides
Cephalodella gibboides is een raderdiertjessoort uit de familie Notommatidae. De wetenschappelijke naam van deze soort is voor het eerst geldig gepubliceerd in 1951 door Wulfert.